# Resusci-Anne

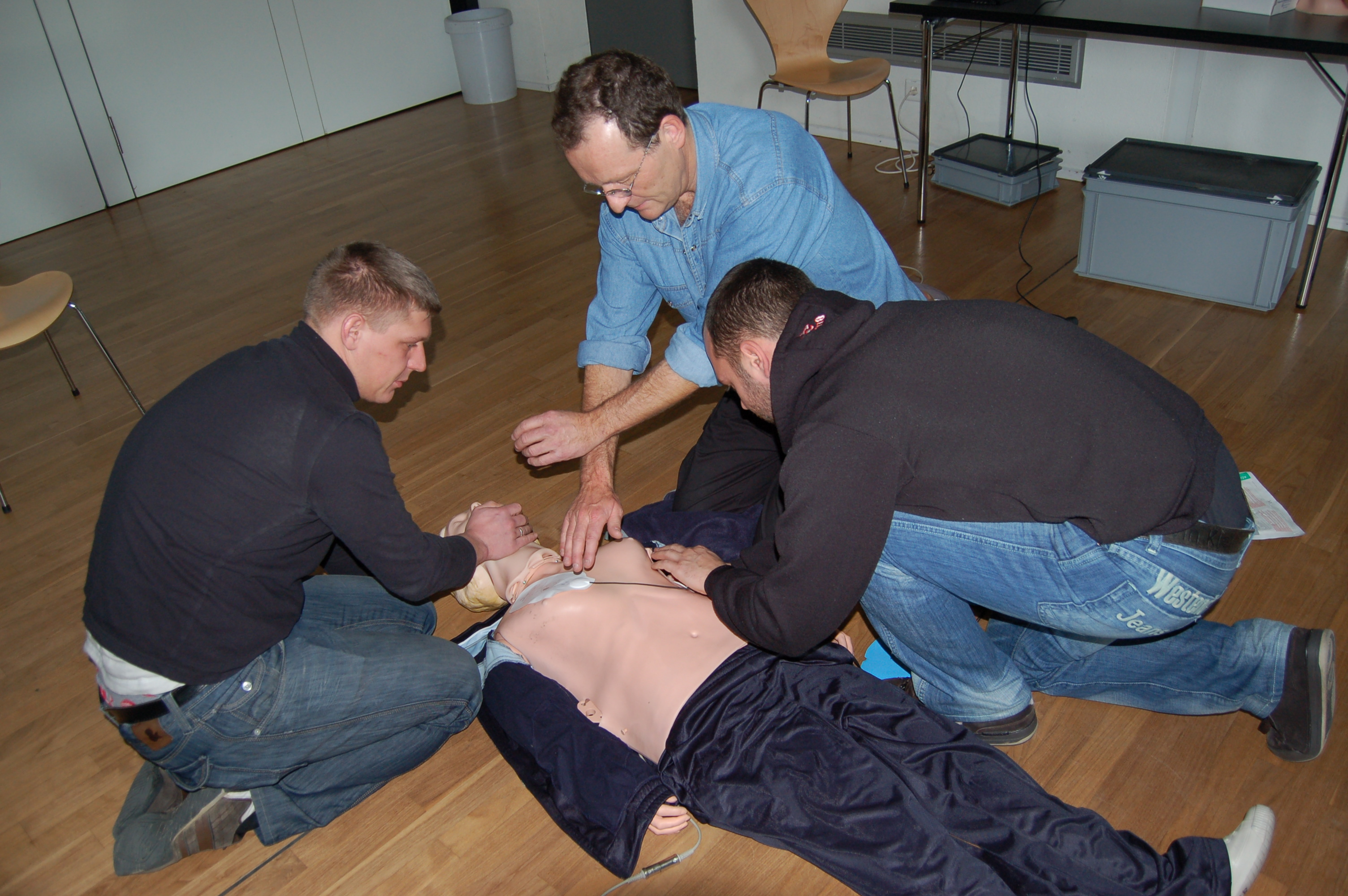
Reanimations-Übung mit Resusci-Anne und Defibrillator

Die Resusci-Anne oder englisch Rescue-Annie (auch CPR-Annie genannt), abgeleitet von englisch resuscitation für Wiederbelebung, ist eine standardisierte Puppe, die zum Erlernen und Trainieren der Herz-Lungen-Wiederbelebung (auch englisch CPR für Cardiopulmonary Reanimation) im Rahmen der Ersten Hilfe eingesetzt wird.
Die Puppe besteht aus einem bekleideten Torso oder Ganzkörper aus Kunststoff mit einem komprimierbaren Brustkorb und simulierten Luftwegen. Manche Ausführungen weisen auch elektronische Messinstrumente auf, die dem Anwender die korrekte Durchführung der Maßnahmen signalisieren.
Die Resusci-Anne wurde vom Arzt Peter Safar in Zusammenarbeit mit dem norwegischen Spielzeugfabrikanten Asmund Laerdal 1960 entwickelt.

## Trivia
Das Gesicht der Puppe ist dem der Unbekannten aus der Seine nachgebildet.
Während des Wiederbelebungs-Trainings müssen amerikanische Erste-Hilfe-Schüler immer wieder „Are you okay?“ rufen. Diesen Ausruf machte Michael Jackson, mit dem Zusatz "Annie, are you okay?", zu einem zentralen Element seines 1987 veröffentlichten Songs Smooth Criminal.